# 941年
| 千纪： | 1千纪 |
| 世纪： | 9世纪 \| 10世纪 \| 11世纪 |
| 年代： | 910年代 \| 920年代 \| 930年代 \| 940年代 \| 950年代 \| 960年代 \| 970年代                                                                                          |
| 年份： | 936年 \| 937年 \| 938年 \| 939年 \| 940年 \| 941年 \| 942年 \| 943年 \| 944年 \| 945年 \| 946年                                                                    |
| 纪年： | 辛丑年（牛年）；闽永隆三年；于阗同慶三十年；契丹会同四年；南汉大有十四年；后蜀广政四年；后晋（吴越、荆南、马楚）天福六年；南唐昇元五年；大理文德五年；日本天慶四年 |

## 大事记
- 基輔公國伊戈爾·留里科維奇遠征拜占庭帝國，船隊被拜占庭的神秘武器希臘火摧毀。
- 後晋平安重榮宗城之戰，後晉大將杜重威在宗城（今河北省威縣東）擊敗安重榮。
- 吳越文穆王錢元瓘逝世，次子錢弘佐繼位。

## 出生
- 洛泰爾一世，西法蘭克王國加洛林王朝的最後第二位國王。（986年逝世，45岁）

## 逝世
- 吳越文穆王錢元瓘